# Taras Bulba (1962)
Taras Bulba is een Amerikaanse avonturenfilm uit 1962 onder regie van J. Lee Thompson. Het scenario is gebaseerd op de gelijknamige novelle uit 1835 van de Russische auteur Nikolaj Gogol.

## Verhaal
In het 17e-eeuwse Oekraïne strijden de kozakken met de Polen om de Turken te verdrijven. De Polen hebben aan de kozakken de controle over de steppen beloofd, maar ze komen die belofte niet na en verjagen de kozakken. Kozakkenleider Taras Boelba leidt zijn zonen op tot krijgslieden in de hoop ooit de steppen te heroveren op de Polen. Hij laat hen op een Poolse school studeren om te spioneren. Maar zijn zoon Andrej wordt daar verliefd op een Poolse prinses. Wanneer Taras Boelba later met zijn kozakken optrekt tegen de door de Polen bezette stad Doebno, verneemt Andrej dat zijn geliefde daar verblijft. Om haar te redden pleegt hij verraad en dat leidt uiteindelijk tot zijn ondergang.

## Rolverdeling
| Acteur             | Personage       |
| ------------------ | --------------- |
| Tony Curtis        | Andrej Boelba   |
| Yul Brynner        | Taras Boelba    |
| Christine Kaufmann | Natalia Doebrov |
| Sam Wanamaker      | Filipenko       |
| Brad Dexter        | Sjilo           |
| Guy Rolfe          | Prins Grigori   |
| Perry Lopez        | Ostap Boelba    |
| George Macready    | Gouverneur      |
| Ilka Windish       | Sofia Boelba    |
| Vladimir Sokoloff  | Oude Stepan     |
| Vladimir Irman     | Grisja Koebenko |
| Daniel Ocko        | Ivan Mykola     |
| Abraham Sofaer     | Abt             |
| Mickey Finn        | Korzj           |
| Richard Rust       | Kapitein Aleks  |

## Kritieken
De in Panavision opgenomen film werd op gemengde kritieken onthaald. Hij werd geprezen om de indrukwekkende massascènes en landschapsbeelden (in werkelijkheid opgenomen in Argentinië), maar het verhaal bleek te mager voor de lengte van de film. In tegenstelling tot Yul Brynner kwam Tony Curtis als zijn zoon niet overtuigend over als kozakkenstrijder.